# Spolas haleakalae
Spolas haleakalae är en stekelart som först beskrevs av William Harris Ashmead 1901.  Spolas haleakalae ingår i släktet Spolas och familjen brokparasitsteklar. Inga underarter finns listade i Catalogue of Life.